# Andy A
Andy Anders Pär Miltvedt, mer känd under artistnamnet Andy A, född 7 mars 1982, är en svensk artist.
Andy A var med och startade popbandet The Paper Faces (2004–2008) som bland annat spelade på Hultsfredsfestivalen som rookieband 2006. Han har även jobbat som trummis i bland annat Montt Mardié, Lars Demian, Bobby och diverse andra studiojobb. Han skapade bandet The New Heaven Dieppe som släppte sin första EP hösten 2008. Han spelade trummor i Melody Club åren 2005 - 2010, men hoppade av i protest mot att gruppen ställde upp som tävlande i Melodifestivalen 2011.
2020 startade Andy A och Julian Brandt bandet The Moore som fått flera framgångar med låtar som I can be your lover, Sir Roger Moore Summer Chill Out, med flera. I december 2021 släpptes låten Let this music cheer you up; ett samarbete med jazzpianist Jonathan Fritzén(en) och Lars Säfsund. 
I maj 2021 släpptes Andys första soloalbum under artistnamnet Andy's Livingroom. Första singeln är en instrumental skiva med piano, hammondorgel och trummor.

## Diskografi

### Album
- Lars Demian - Sjung hej allihopa (2002)
- Montt Mardié - Clocks/Pretenders (2006)
- Melody Club - Scream (2006)

### Singlar
- Bobby - She's History (2005)
- The Paper Faces - Disco Boy (2006)
- The Paper Faces - Breakin' Up EP (2006)
- Montt Mardié - 1969 (2006)
- Melody Club - Destiny Calling (2006)
- The new heaven dieppe - The new heaven dieppe EP (2008)
- The Moore - I can be your lover (2020)
- The Moore - The Moore U Give The Moore U Get (2020)
- The Moore - Sir Roger Moore's Summer Chill Out (2021)
- The Moore - Roadtrip Riviera (2021)
- Andy's Livingroom - The Wild Kid Peggy Sue (2021)
- The Moore - Let This Music Cheer You Up (2021)
- Andy's Livingroom - Me and my corgii (2021)